# Democratische Partij (Zuid-Korea)
De Democratische Partij was een liberale politieke partij in Zuid-Korea.
Op 15 december 2011 werd de Democratische Partij, die de belangrijkste oppositiepartij was in de 18e Vergadering, samengevoegd met de kleine Burgers Eenheid Partij om de Democratische Verenigde Partij te vormen. De Democratische Verenigde Partij heeft sterke banden met de Federatie van Koreaanse Vakbonden. Op 24 maart 2014 fuseerde de partij tot de Nieuwe Politieke Alliantie voor Democratie (nu bekend als Minju-partij).